# Loughborough
Loughborough [ˈlʌfb(ə)ɹə] ist eine Universitäts- und Industriestadt mit etwa 59.300 Einwohnern (Stand: 2012) in Leicestershire, im Zentrum Englands, etwa 17 Kilometer nördlich von Leicester. Loughborough ist Verwaltungssitz des Unterbezirks Borough of Charnwood.

## Geschichte
Das Gebiet war schon in vorrömischer Zeit besiedelt und besaß im 13. Jahrhundert einen bedeutenden Wollmarkt.

## Bildung
Größter Arbeitgeber ist die Universität Loughborough, eine ehemalige technische Hochschule, die heute vor allem für ihre herausragende Sportfakultät bekannt ist, aber auch in Medien- und Kommunikationswissenschaft sowie in Bibliothekswissenschaften zu den am besten bewerteten des britischen Universitätssystems zählt.

## Wirtschaft
Wichtige Industriebetriebe haben sich auf den Bau von Elektrogeräten sowie die Konstruktion von Eisenbahnwaggons spezialisiert. Auch der Markt für Produkte aus der landwirtschaftlichen Umgebung ist groß.
Thomas Cook begründete 1841 den Massentourismus mit der Organisation einer Reise für 570 Personen nach Loughborough aus dem nahegelegenen Leicester.

## Partnerstädte
Partnerstädte sind:
- Épinal, Département Vosges, Frankreich
- Gembloux, Provinz Namur, Belgien
- Schwäbisch Hall, Baden-Württemberg, Deutschland
- Zamość, Woiwodschaft Lublin, Polen
- Bhavnagar, Gujarat, Indien

## Persönlichkeiten
in Loughborough geboren:
- John Cleveland (1613–1658), Dichter
- John O’Brien (1832–1879), römisch-katholischer Bischof von Kingston
- Walter Goodacre (1856–1938), Unternehmer, Amateurastronom und Selenograph
- Alan Noble (1885–1952), Hockeyspieler
- Arthur Donald Walsh (1916–1977), Chemiker
- Chris Wreghitt (* 1958), Radrennfahrer
- Mike Nelson (* 1967), Installationskünstler und Bildhauer
- Jodie Cunnama (* 1981), Triathletin
- Connor Glennon (* 1993), Tennisspieler
- Hamza Choudhury (* 1997), Fußballspieler